# Henin-Lietard Communal Cemetery
Henin-Lietard Communal Cemetery is een begraafplaats gelegen in de Franse plaats Hénin-Beaumont (Pas-de-Calais). De militaire graven worden onderhouden door de Commonwealth War Graves Commission.
De begraafplaats telt 1 geïdentificeerd Gemenebest graf uit de Tweede Wereldoorlog.